# Аддитивная энергия
Аддитивная энергия — численная характеристика подмножества группы, иллюстрирующая структурированность множества относительно групповой операции. Термин введён Теренсом Тао и Ван Ву.

## Определение
Пусть {\displaystyle (G,+)} — группа.
Аддитивная энергия множеств {\displaystyle A\subset G} и {\displaystyle B\subset G} обозначается как {\displaystyle E_{+}(A,B)} и равна количеству решений следующего уравнения:
{\displaystyle a_{1}+b_{1}=a_{2}+b_{2}(a_{1},a_{2}\in A,b_{1},b_{2}\in B)}

Аналогично можно определить мультипликативную энергию (например. в кольце) как количество {\displaystyle E_{\times }(A,B)} решений уравнения:
{\displaystyle a_{1}b_{1}=a_{2}b_{2}(a_{1},a_{2}\in A,b_{1},b_{2}\in B)}

## Экстремальные значения
Своего наименьшего значения {\displaystyle E_{+}(A,B)} достигает, когда все суммы {\displaystyle a+b\ (a\in A,b\in B)} различны (т.к., тогда уравнение выполняется только при {\displaystyle \{a_{1},b_{1}\}=\{a_{2},b_{2}\}}) — например, когда {\displaystyle A=B} и {\displaystyle A} — множество различных образующих группы {\displaystyle G} из какого-то минимального порождающего множества. Тогда {\displaystyle E(A,A)={\frac {|A|^{2}+|A|}{2}}}
Наибольшее значение {\displaystyle E_{+}(A,B)} достигается, когда {\displaystyle A=B} и {\displaystyle A} является подгруппой {\displaystyle G}. В этом случае для любого {\displaystyle x\in A} число решений уравнения {\displaystyle a+b=x\ (a,b\in A)} равно {\displaystyle |A|}, так что {\displaystyle E_{+}(A,A)=|A|^{3}}
Соответственно, промежуточные величины порядка роста {\displaystyle E_{+}(A,A)} между {\displaystyle |A|^{2}} и {\displaystyle |A|^{3}} можно рассматривать как больший или меньший показатель близости структуры {\displaystyle A} к структуре подгруппы. Для некоторых групп {\displaystyle G} определённые ограничения на аддитивную энергию позволяет доказывать структурные теоремы о существовании достаточно больших подгрупп {\displaystyle G} внутри {\displaystyle A} (или какого-то производного от него множества) и о вложимости {\displaystyle A} (или какого-то производного от него множества) в достаточно маленькие подгруппы {\displaystyle G}. Ограничения на {\displaystyle G} для этих теорем связаны с показателем кручения группы {\displaystyle G} и отдельных её образующих. Однако для циклических групп и групп без кручения существуют аналогичные теоремы, рассматривающие вместо подгрупп обобщённые арифметические прогрессии.

## Основные свойства
{\displaystyle E_{+}(A,B)=E_{+}(A,-B)=E_{-}(A,B)}
{\displaystyle E_{+}(A,B)|A+B|\geq |A|^{2}|B|^{2}}, где {\displaystyle A+B=\left\lbrace {a+b:a\in A,b\in B}\right\rbrace }
Обозначим {\displaystyle \lambda (x)=\#\left\lbrace {(a,b)\in A\times B:a+b=x}\right\rbrace }.
Тогда {\displaystyle E_{+}(A,B)=\sum \limits _{x\in A+B}{\lambda (x)^{2}}} и, согласно неравенству Коши-Буняковского,
{\displaystyle E_{+}(A,B)\geq {\frac {1}{|A+B|}}\sum \left({\sum \limits _{x\in A+B}{\lambda (x)}}\right)^{2}={\frac {1}{|A+B|}}(|A||B|)^{2}}
Для кольца вычетов по простому модулю {\displaystyle G={\mathbb {F} }_{p}} аддитивную энергию можно выразить через тригонометрические суммы. Обозначим {\displaystyle e_{p}(k)=e^{2\pi {\frac {k}{p}}i}}. Тогда
{\displaystyle E_{+}(A,B)={\frac {1}{p}}\sum \limits _{t=0}^{p-1}{{{\Bigg \vert }{\sum \limits _{a\in A}{e_{p}(ta)}}{\Bigg \vert }}^{2}{{\Bigg \vert }{\sum \limits _{b\in B}{e_{p}(tb)}}{\Bigg \vert }}^{2}}}
Будем использовать нотацию Айверсона и индикаторное тождество.
{\displaystyle E_{+}(A,B)=\sum \limits _{a_{1},a_{2}\in A,b_{1},b_{2}\in B}{[a_{1}+b_{1}=a_{2}+b_{2}]}=\sum \limits _{a_{1},a_{2}\in A,b_{1},b_{2}\in B}{{\frac {1}{p}}\sum \limits _{t=0}^{p-1}{e_{p}(t(a_{1}+b_{1}-a_{2}-b_{2}))}}={\frac {1}{p}}\sum \limits _{t=0}^{p-1}{\sum \limits _{a_{1},a_{2}\in A,b_{1},b_{2}\in B}{e_{p}(t(a_{1}+b_{1}-a_{2}-b_{2}))}}}
{\displaystyle ={\frac {1}{p}}\sum \limits _{t=0}^{p-1}\left({\sum \limits _{a\in A}{e_{p}(ta)}}\right){\overline {\left({\sum \limits _{a\in A}{e_{p}(ta)}}\right)}}\left({\sum \limits _{b\in B}{e_{p}(tb)}}\right){\overline {\left({\sum \limits _{b\in B}{e_{p}(tb)}}\right)}}={\frac {1}{p}}\sum \limits _{t=0}^{p-1}{{{\Bigg \vert }{\sum \limits _{a\in A}{e_{p}(ta)}}{\Bigg \vert }}^{2}{{\Bigg \vert }{\sum \limits _{b\in B}{e_{p}(tb)}}{\Bigg \vert }}^{2}}}
Заметим, что выражение через тригонометрические суммы справедливо только для аддитивной энергии, но не для мультипликативной, поскольку использует явно свойства сложения в {\displaystyle {\mathbb {F} }_{p}}.

## Приложения
Аддитивная и мультипликативная энергии используются в аддитивной и арифметической комбинаторике для анализа комбинаторных сумм и произведений множеств {\displaystyle A+B=\left\lbrace {a+b:A+B}\right\rbrace }, в частности, для доказательства теоремы сумм-произведений.

## Старшие энергии
Существуют два основных обобщения уравнения, определяющего аддитивную энергию - по количеству слагаемых и по количеству равенств:
{\displaystyle E_{k}(A)=\#\left\lbrace {a_{1}-b_{1}=a_{2}-b_{2}=\dots =a_{k}-b_{k}\ :\ a_{i},b_{i}\in A}\right\rbrace =\sum \limits _{s}{|A\cap (A+s)|^{k}}}
{\displaystyle T_{k}(A)=\#\left\lbrace {\sum \limits _{i=1}^{k}{x_{i}}=\sum \limits _{i=1}^{k}{y_{i}}\ :\ x_{i},y_{i}\in A}\right\rbrace }
Они называются старшими энергиями и иногда возможно получить оценки на них, не получая оценок на обычную аддитивную энергию. В то же время неравенство Гёльдера позволяет (со значительным ухудшением) оценивать обычную энергию через старшие.
Для параметра {\displaystyle k} в {\displaystyle E_{k}} иногда рассматриваются и вещественные, а не только целые числа (просто через подстановку в последнее выражение).